# ジョヴァンナ・ダラゴーナ (1502-1575)

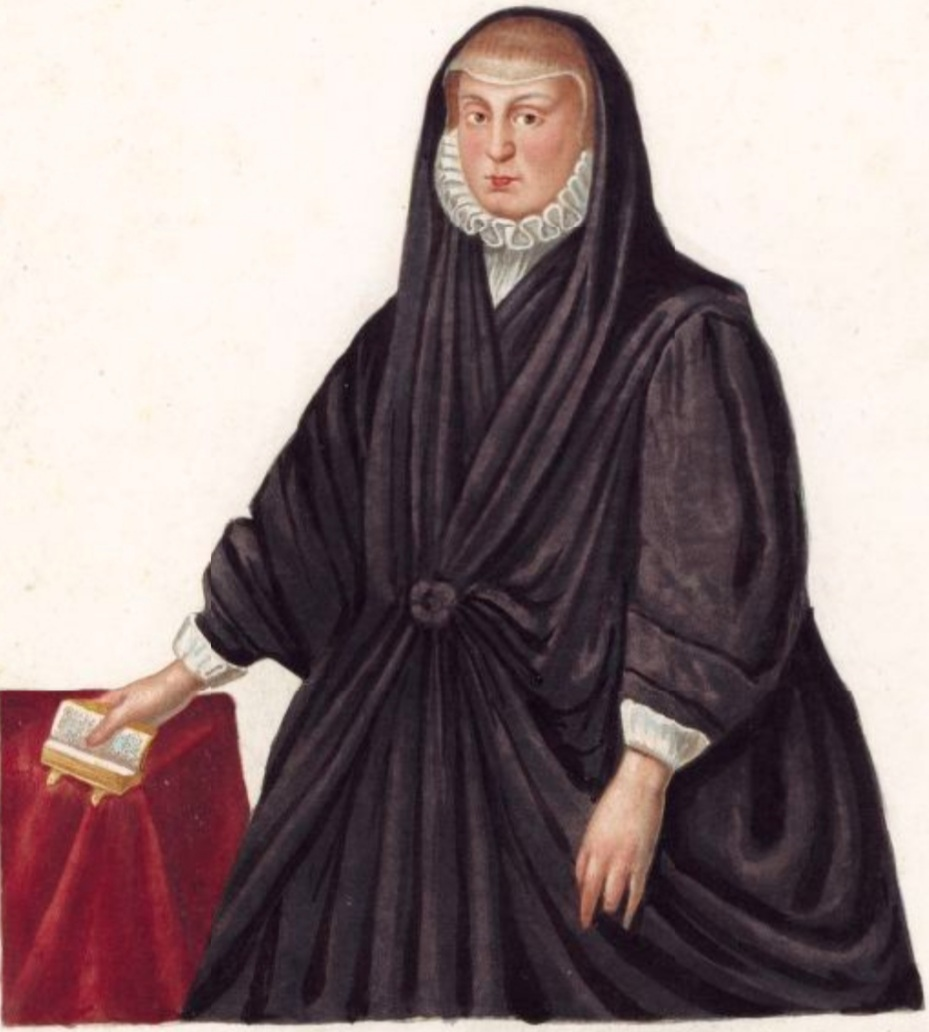
パリアーノ公爵夫人ジョヴァンナ

ジョヴァンナ・ダラゴーナ（Giovanna d'Aragona, 1502年 ナポリ - 1575年9月11日 ナポリ）は、16世紀イタリアの貴族女性。パリアーノ公爵夫人。ルネサンス及びカトリック改革における後援者の1人だった。

## 生涯
ナポリフェルディナンド1世の庶子の1人モンタルト公フェルディナンド・ダラゴーナと、その2番目の妻カテリーナ・カステラーナ・デ・カルドナの間の長女。1501年フランスとアラゴン王国の連合軍がナポリに侵攻すると、一家は王室と共にイスキア島に逃れた。イスキア島にはナポリ王妃イザベッラの兄の未亡人であるフランカヴィッラ女公爵コスタンツァ・ダヴァロスが住んでおり、洗練された文芸サークルの女主人として華やいでいた。ジョヴァンナは妹のマリーアと一緒にフランカヴィッラ女公爵のサークルに出入りするようになった。またサークルでの活動を通じて、女公爵の甥ペスカーラ侯爵フェルナンド・フランチェスコ・ダヴァロスの許嫁であるヴィットーリア・コロンナと知り合い、友人となる。
1521年、ヴィットーリア・コロンナの弟パリアーノ公爵アスカーニオ1世・コロンナと結婚、間に6子をもうけるが、1538年に夫と事実上離別してイスキア島に戻る。ヴィットーリア・コロンナ、妹マリーア（デル・ヴァスト侯爵夫人）、フランカヴィッラ女公爵と再び親しく交流を再開する。彼女たちはカトリック改革派の神学者フアン・デ・バルデスを支援していた。
ジョヴァンナは夫の許に帰ることは頑なに拒んだが、夫が塩税を教皇庁に対し支払っていないことを咎められた際には、この問題の仲裁役を買って出ることを躊躇しなかった。彼女の仲裁も空しく、教皇軍は結局パリアーノ公家の所領を攻撃し、夫は神聖ローマ皇帝カール5世の指示で投獄された。1556年、夫と敵対した教皇パウルス4世に捕らえられたが、召使の変装をして、子供や従者たちと共に郷里ナポリに逃れた。ジョヴァンナは長きにわたって文芸の庇護者としての名声を得ていたので、教皇によるこの措置には非難の声が上がり、特にヴェネツィア共和国の印刷業者・文筆家の憤慨は激しかった。ジョヴァンナは1560年パウルス4世の死後ローマに帰還し、政治・宗教上の高い徳と見識を持つ貴婦人として尊敬された。

## 子女
夫との間に6子をもうけた。
- ファブリツィオ（1525年 - 1551年） - グアスタッラ伯フェランテ1世・ゴンザーガの娘イッポーリタと結婚
- プロスペーロ（夭折）
- ヴィットーリア - 1536年ヴィジャフランカ侯爵ガルシア・アルバレス・デ・トレド・イ・オソリオ（英語版）と結婚
- マルカントニオ（1535年 - 1584年） - パリアーノ公爵、レパントの海戦の教皇庁艦隊司令官
- ジェローラマ（? - 1598年） - 1559年モンテレオーネ公爵カミッロ1世・ピニャテッリと結婚
- アニェーゼ（1538年 - 1578年） - セルモネータ公爵オノラート・カエターニ（イタリア語版）と結婚

## 肖像画
ルーヴル美術館に所蔵され、ラファエロ・サンティと弟子ジュリオ・ロマーノの共作、あるいはラファエロ門下の画家の手になる、1518年頃制作の貴婦人の肖像画は、長くパリアーノ公爵夫人ジョヴァンナの肖像画として認識されていた。しかし1997年の研究者の発表により、この肖像画に描かれた人物は、1509年から1522年までナポリ副王夫人であったイサベル・デ・レケセンス・イ・エンリケス・デ・ベラスコである可能性が非常に高くなった。現在、美術館におけるこの絵画の標題は『ドーニャ・イサベル・デ・レケセンス・イ・エンリケス・デ・カルドナ＝アングレソーラの肖像』となっている。

イサベル・デ・レケセンスの肖像
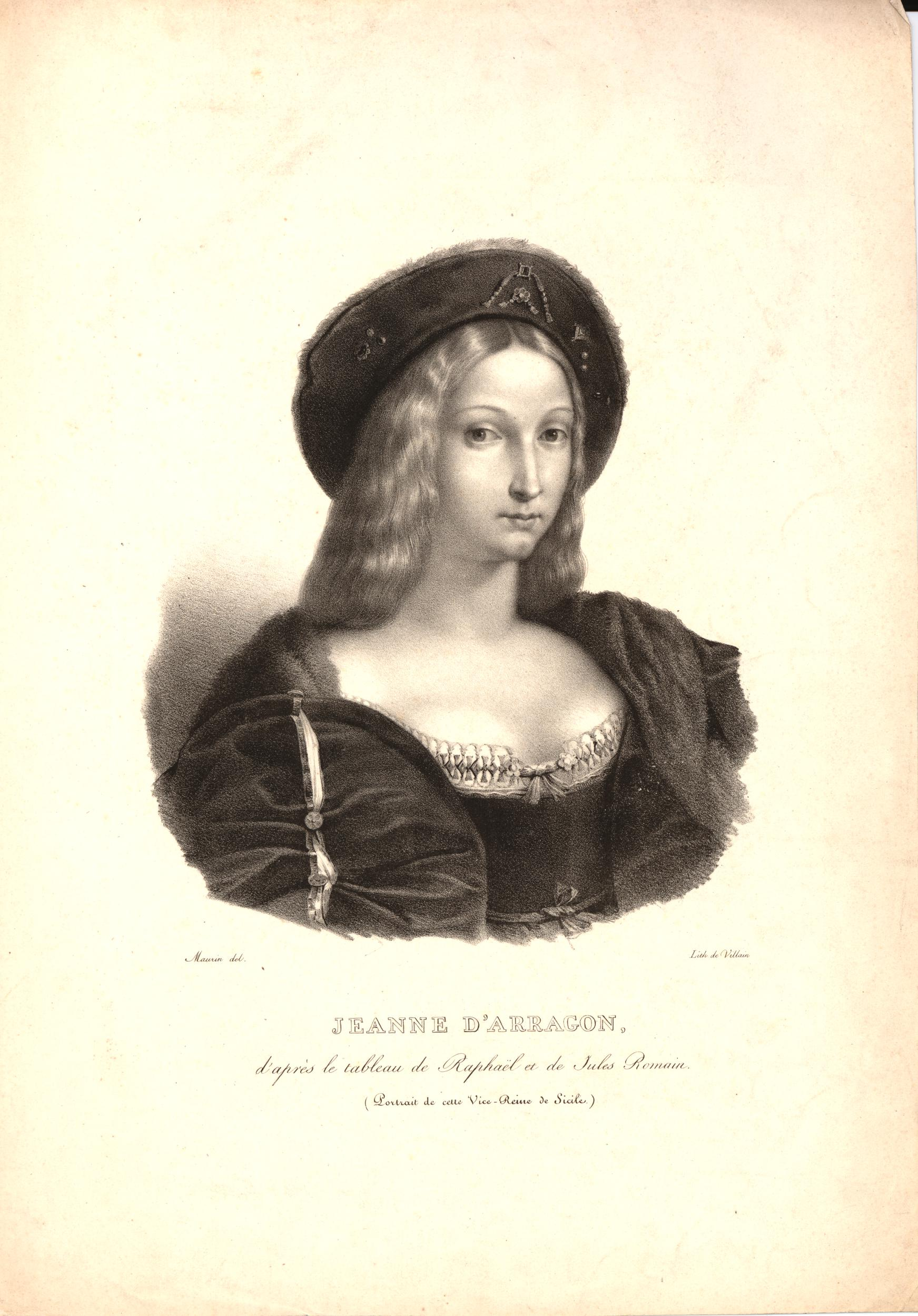
左の肖像画を元に、19世紀の版画家（ニコラ・ユスタシュ・モーランか）が作成した「ジョヴァンナ・ダラゴーナ」の肖像版画。キャプションには「シチリア副王夫人」とあるが、ジョヴァンナの夫はアブルッツォ州副王に過ぎないため、この点についても事実誤認がある。

## 引用・脚注
1. ↑  Robin, Larsen & Levin 2007, p. 23
2. ↑  Robin, Larsen & Levin 2007, p. 24
3. ↑  Mansueto 2008, p. 87